# Karl Meissner
Karl Wilhelm Meissner (né le 15 décembre 1891 à Reutlingen, Wurtemberg, et décédé le 13 avril 1959 sur un bateau de croisière naviguant vers l'Europe) était un physicien germano-américain spécialisé dans la spectroscopie hyperfine. Il a passé la plus grande partie de sa carrière aux États-Unis à l'Université Purdue, à West Lafayette, Indiana.

## Éducation
Après avoir obtenu son abitur au Humanistisches Gymnasium, en 1910, il commence à étudier la physique et des mathématiques à l'Université de Tübingen. Après trois trimestres, il se rend à l'Université de Munich en tant qu'élève de l'expérimentateur Wilhelm Röntgen et du théoricien Arnold Sommerfeld. Après un an à Munich, il revient à Tübingen pour étudier la spectroscopie avec Friedrich Paschen. Alors qu'il était encore étudiant en 1914, Meissner put prouver l'existence de raies d'oxygène dans le spectre solaire. Il obtint son doctorat en 1915, sur une thèse intitulée Interferometrische Wellenlängenbestimmung im infraroten Spektralbereich ("Détermination interférométrique de la longueur d'onde dans le domaine spectral infrarouge"). En 1916, il devint assistant d'Edgar Meyer à l'Université de Zurich, sous la direction de laquelle il termina son habilitation, en 1918, avec le titre Untersuchungen des Neonspektrums ("Études du spectre du Néon). L'année suivante, il épouse la physicienne polonaise, Dr Janka Kohn.

## Carrière
À l'été 1924, Meissner devient premier assistant à l'Institut de physique de l'Université de Zurich. Il y étudie les spectres de l'indium, du gallium, du néon, de l'argon et du césium, le spectre d'arc du plomb (spectre du plomb neutre ou non ionisé), l'effet Stark du néon et autres problèmes généraux en détection des rayonnements.
Le passage de Zurich à l'Université Johann Wolfgang Goethe de Francfort-sur-le-Main a lieu en 1925. Meissner y fut nommé professeur extraordinaire de physique lorsque Walter Gerlach partit pour l'Université de Tübingen. Peu de temps après, il reçut des propositions de l'Institut Donro de Davos et à la Physikalisch Technische Reichsanstalt ("Établissement Fédéral de Technique Physique") de Berlin ; il refusa les deux. Après le départ à la retraite de Martin Brendel, et avec le soutien de Richard Wachsmuth, Meissner est nommé professeur ordinaire d'astronomie et directeur de l'observatoire de l'Université. À la retraite de Wachsmuth, Meissner est nommé à sa succession pour la chaire d'astronomie et directeur de l'institut d'astronomie en 1932.
Les raies spectrales sont élargies en raison des mouvements aléatoires et des collisions des atomes émetteurs ; cela cause une importante limitation de la résolution. Pour réduire ces mécanismes d'élargissement, Meissner, avec K.F. Luft et indépendamment de R. Minkowski et H. Bruck, développent en 1935 la technique d'observation de faisceaux de particules perpendiculaires à leur direction d'écoulement. Grâce à cette technique, Meissner put étudier la structure hyperfine des spectres causée par le moment magnétique des noyaux atomiques. Ce domaine de recherche expérimentale occupera Meissner pendant de nombreuses années.
La femme de Meissner, Janka, était juive. En raison de la persécution des Juifs par le régime hitlérien, Meissner démissionna de son poste de directeur en juin 1937. Initialement en mesure de conserver ses responsabilités d'enseignant, il fut contraint de démissionner en août de la même année. Incapable de trouver un poste dans l'industrie, Meissner se rendit aux États-Unis au printemps 1938 pour donner des conférences dans 10 universités. Les circonstances en Allemagne nazie, y compris la réglementation nazie des voyages, ne lui permirent pas d'emmener Janka avec lui. Parmi trois offres aux États-Unis, Meissner choisit un poste de professeur adjoint au Worcester Polytechnic Institute en novembre de la même année. Janka décéda d'un cancer au début de l'année 1939.
De 1941 jusqu'à la fin de sa carrière, Meissner travailla à l'Université Purdue, tout d'abord comme professeur invité, puis, après naturalisation, comme professeur titulaire et directeur du laboratoire de spectroscopie. En 1942, il épousa Hanna Hellinger, la sœur d'un ancien collègue mathématicien de Francfort-sur-le-Main, Ernst Hellinger, qui avait émigré d'Allemagne en février 1941. Hanna enseigna à Purdue de 1944 à 1965 en tant que professeur de sociologie et de sciences sociales.
À part la physique, Meissner s'intéressait notamment à l'histoire, la littérature, et les langues. Il parlait allemand, anglais, français et italien, et était également capable de lire le latin, le grec et l'hébreu.
Le 9 avril 1959, Meissner prit le bateau depuis New York vers l'Europe pour rendre visite à sa sœur et sa nièce, visiter le Bureau international des poids et mesures, enseigner au semestre d'été à l'Université Christian-Albrechts de Kiel, et assister à une conférence sur l'interférométrie à Londres. Il mourut le 13 avril, au cours du voyage. Sa femme, Hanna, est décédée trente ans plus tard, le 8 février 1989, à Lafayette, Indiana.

## Littérature sélectionnée
- (de) Meißner et Luft, « Die Hyperfeinstruktur der Natrium-D-Linien », Annalen der Physik, Wiley, vol. 420, no 7,‎ 1937, p. 667–672 (ISSN 0003-3804, DOI 10.1002/andp.19374200706)
- Meissner, « Application of Atomic Beams in Spectroscopy », Reviews of Modern Physics, American Physical Society (APS), vol. 14, nos 2–3,‎ 1er avril 1942, p. 68–78 (ISSN 0034-6861, DOI 10.1103/revmodphys.14.68) Purdue University, Lafayette, Indiana.
- Meissner, Mundie et Stelson, « Structure of the 2D Terms of the Arc Spectrum of Lithium », Physical Review, American Physical Society (APS), vol. 74, no 8,‎ 15 octobre 1948, p. 932–938 (ISSN 0031-899X, DOI 10.1103/physrev.74.932) Purdue University, Lafayette, Indiana. Received 23 June 1948. When the article was published, Mundie was at the Naval Ordnance Laboratory, White Oak, Maryland.
- Deverall, Meissner et Zissis, « Hyperfine Structures of the Resonance Lines of Indium (In115) », Physical Review, American Physical Society (APS), vol. 91, no 2,‎ 15 juillet 1953, p. 297–299 (ISSN 0031-899X, DOI 10.1103/physrev.91.297) Purdue University, West Lafayette, Indiana. Received 3 April 1953.
- Meissner et Kaufman, « Calcium Atomic Beam Source and Interference beyond Two-Meter Retardation* », Journal of the Optical Society of America, The Optical Society, vol. 49, no 10,‎ 1er octobre 1959, p. 942 (ISSN 0030-3941, DOI 10.1364/josa.49.000942)